# Phrymaceae
Phrymaceae (= Phrymataceae) es una familia de plantas fanerógamas con seis géneros que pertenece al orden Lamiales. Naturales de las zonas templadas y subtropicales de India a Japón y este de Norteamérica.

## Algunos géneros
- Glossostigma
- Hemichaena
- Leucocarpus
- Mazus
- Mimulus
- Phryma